# Авдоткино
Авдоткино — упразднённая деревня в Ржевском районе Тверской области России. Находилась на территории современного сельского поселения «Чертолино».

## География
Расположена деревня на юге области, в зоне смешанных лесов.

## История
До революции входила в Павлюховская волость Ржевский уезд Тверской губернии.
Дворянское имение. Владелец — Сеславин Дмитрий Николаевич, подполковник; Николай и Евграф Дмитриевичи, его сыновья.

## Население
По сведениям 1859 года, изданных 1862-м, число дворов	1, жителей мужского пола — 5, женского пола — 11.